# Billain
Адис Куткут, повече известен с псевдонима си Billain, е продуцент на електронна музика (стилове дръм енд бейс и нюрофънк), също диджей и звуков дизайнер от Сараево, Босна и Херцеговина. Известен е с уникалния си стил в Drum & bass жанра и колаборациите си с Frenkie и Edo Maajka.

## Кариера
Като дете е повлиян от Босненската война. По време на обсадата на Сараево, той започва да рисува и по-късно открива графитите и създава първите си хип-хоп продукции.
В търсене на нови възможности да изрази своите чувства, възникнали през обсадата, отначало Billain се учи как да прави техно-музика и по-късно нюрофънк. Преди да започне да издава първата си музика, Billain се присъединява към колектива Kontra, който организира много музикални събития в Сараево с диджеи като Matrix & Optical, Teebee, Stakka & Skynet и Konflict. Неговата музика е пускана на BBC Radio 1.
През 2014 г., Billain, заедно с композитора Sloven Anzulović, създава и композира звуковия дизайн и музиката за церемонията по откриването на разрушената през 1992 и сега възстановена Национална и университетска библиотека на Босна и Херцеговина.
През 2018 г. Куткут разработва звуци за филмите Огненият пръстен 2 и Убиец на ловци и създава саундтрак за Horror играта Scorn.
Billain също така пуска късометражни филми за технологичната сингулярност и изкуствен интелект. С неговия страничен проект Aethek, той се придвижва към жанра на шумовата музика, фокусирайки се само върху звуков дизайн вместо мелодия и ритъм.

## Дискография

### EP
- Broken Universe EP (2010, Citrus Recordings), with Future Signal
- Kontra EP (2011, Citrus Recordings)
- #DNA EP (2014, Fmjam Records), with Frenkie
- Colossus EP (2014, Bad Taste Recordings)
- Binary Volume 3 (2014, Critical Music)
- Colonize EP (2015, Eatbrain)
- 1991 VG (2017, Renraku Global Media) as Aethek

### Късометражни филми
- Assembly (2014)

### Звуков Дизайн
- Pacific Rim Uprising (2018), additional synth programming
- Hunter Killer (2018), additional synth programming
- Scorn (2018), soundtrack and additional sound design